# Piet Engels
Peter Joseph Engels, dit Piet Engels, né le 25 septembre 1923 à Terwinselen, et mort le 13 avril 1994 à Leeuwarden, est un travailleur social et un homme politique néerlandais membre du Parti populaire catholique (KVP).

## Biographie

### Vie professionnelle
En 1943, il se fait embaucher comme mineur pour éviter de partir travailler en Allemagne nazie. Il étudie ensuite deux ans à l'université catholique de Nimègue mais n'achève pas ses études de néerlandais. Il devient travailleur social en 1949 et suit une formation professionnelle d'un an à l'Académie sociale catholique de Eindhoven en 1950. Il est nommé directeur du centre social de la charité catholique du Limbourg quatre ans plus tard.

### Engagement politique
Membre du Parti populaire catholique, il est élu au conseil municipal de Leeuwarden en 1958. Il postule aux élections législatives du 15 mai 1963 et se fait élire député à la Seconde Chambre des États généraux. En 1966, il est désigné président du groupe des élus KVP du conseil municipal, puis du groupe unissant les « trois partis confessionnels » à partir de 1970.
Le 6 juillet 1971, Piet Engels est nommé à 47 ans ministre de la Culture, des Loisirs et du Travail social dans le premier cabinet de coalition du Premier ministre chrétien-démocrate Barend Biesheuvel. Il est confirmé dans ses fonctions le 9 août 1972, quand Biesheuvel forme un gouvernement temporaire.

### Retrait de la politique
Il n'est pas réélu au cours des élections législatives du 29 novembre 1972. Quittant le cabinet six mois plus tard, il se retire de la vie politique. Ainsi en 1980, il n'adhère pas à l'Appel chrétien-démocrate (CDA).